# Gebundene Ganztagsschule
Als gebundene Ganztagsschule in „voll gebundener Form“ wird eine Schule bezeichnet, in der alle Schüler verpflichtet sind, an mindestens drei Wochentagen für jeweils mindestens sieben Zeitstunden an den ganztägigen Angeboten der Schule teilzunehmen. Der Terminus Ganztagsschule beinhaltet die beiden Aufgaben der „ganztägigen Betreuung und der ganztägigen Beschulung“. Unter dem Begriff der Ganztagsschule versteht man nur Grundschulen und Schulen der Sekundarstufe I.
Nach der Kultusministerkonferenz vom 17. Oktober 2003 sind drei Merkmale für den Begriff der Ganztagsschule konstitutiv:
- zeitliche Mindestangebotsdauer: An mindestens drei Tagen der Woche soll über den Vormittag hinaus ein Angebot bereitgestellt werden, das täglich mindestens sieben Zeitstunden umfasst.
- Gliederung durch eine Mittagspause: Der ganztägige Betrieb soll durch eine Mittagspause gegliedert werden, in der ein Mittagessen angeboten werden soll.
- Vorliegen eines Konzepts: Die ergänzenden Angebote müssen in einem konzeptionellen Zusammenhang mit dem vormittäglichen Unterricht stehen, was die Schulleitung zu organisieren und zu verantworten hat.